# リモノイド

代表的なリモノイドであるリモニンの構造

リモノイド(Limonoid)は、柑橘類やその他のミカン科やセンダン科の植物に多く含まれるフィトケミカルで苦み物質のひとつである。抗ウイルス、殺ウイルス、抗菌、抗細菌、抗腫瘍、抗マラリア等の様々な治療効果が調べられている。特にインドセンダンに含まれるアザジラクチンは殺虫剤活性を持つことが知られている。
化学的には、リモノイドはフラノラクトン骨格を持つ。代表的な構造では、4つの六員環とフラン環を持つ。リモノイドはテトラノルトリテルペンに分類される。
柑橘類には、リモニン、ノミリン、ノミリン酸等のリモノイドが含まれており、インドセンダンの種子や葉にはアザジラクチンが含まれるが、種子の方が多く含む。